# A・A・B・C〜ア・ア・ビ・チ〜
「A・A・B・C〜ア・ア・ビ・チ〜」は、イタリアの楽曲。原題は「A.A.B.C.」、別邦題「A.B.Cの歌」。
原作詞：Pallesi Mogol & Antonio Lardera、作曲：エツィオ・レオーニ、日本語訳詞：漣健児（「イタリア民謡」として紹介されることもある）。

## 概要
「A・A・B・C」とはイタリア語で、日本語でいう「いろは」と同じもの、すなわち、誰でも最初に覚える基本の言葉という意味である。

### イタリア語原曲
原曲「A.A.B.C.」は、1961年にトニー・ダララのシングル「A.A.B.C./La canzone dei poeti」のA面曲として発売された。

### 日本語訳詞
漣健児による日本語訳詞版は、1962年9月に安村昌子のシングル「五匹の仔豚とチャールストン」のB面曲として発売された。
1965年4月から、NHKの歌番組『みんなのうた』で放送された。2006年8月22日10:50 - に、みんなのうた45周年記念特集番組である「懐かしのみんなのうた」で放送された。ちなみにこの曲の再放送は今回が初。歌は弘田三枝子。アニメーションは中原収一でモノクロアニメーション。